# 赫尼拉河 (茲布魯奇河支流)
赫尼拉河（烏克蘭語：Гнила），是烏克蘭的河流，位於該國西部捷爾諾波爾州，處於茲布魯奇河畔，發源自斯卡拉特附近，河道全長58公里，流域面積747平方公里。